# Dialetto muglisano
Il muglisano era il dialetto romanzo parlato a Muggia fino al 1870 circa, estintosi in favore dell'attuale dialetto muggesano di tipo veneto. Il muglisano era un idioma di tipo retoromanzo, affine al friulano, in particolare alle varietà del friulano occidentale, e ancor più al vicino dialetto tergestino.

## Storia
Il muglisano si estinse alla fine dell'Ottocento: le testimonianze delle ultime persone che parlavano il Muglisano sono state raccolte dall'abate Jacopo Cavalli nel 1889 e pubblicate nell'articolo Reliquie ladine raccolte a Muggia d'Istria (Archivio Glottologico Italiano, vol. XXII, 1893). L'ultimo dei "muglisani" è stato Niccolò Bortoloni, il quale fu una delle fonti, la più attendibile, a cui attinse il Cavalli e che morì all'inizio del 1898, poco dopo essere stato intervistato anche da Matteo Bartoli.
In realtà, come per il Tergestino, ci sono alcune testimonianze di sopravvivenza della parlata anche nel secolo successivo: in un articolo pubblicato nel 1947, Gianni Pinguentini riporta la seguente nota "Secondo informazioni degne di fede, a Muggia e nelle frazioni rurali ci sarebbero ancora dei parlanti l'antico dialetto. Fra i quali, nel centro urbano un certo Bertotti - el zoto barbier - settantenne, non meglio designato, ma facilmente reperibile, essendo molto noto fra i suoi concittadini". Pinguentini riporta anche un'espressione ancora in uso al tempo nella località rurale di Valle d'Otra, che presenta evidenti tratti muglisani: "là via int'al cau, tal bus del muru".

## Gli studi sul muglisano
Graziadio Isaia Ascoli nei Saggi Ladini del 1873 individua un ramo sud-orientale del ladino, rappresentato dal Tergestino (“ora spento”) e dal dialetto di Muggia (“ormai sullo spegnersi”) di cui ha avuto alcuni saggi dall'ingegner Vallon, muggesano e membro del consiglio comunale di Trieste. Segnala inoltre che entrambe le varietà hanno subito una forte erosione da parte del veneto.
Nel 1893 Jacopo Cavalli pubblica prima sull'Archivio Glottologico Italiano e poi, in forma più estesa, nel 1894 sull'Archeografo Triestino il saggio Reliquie ladine raccolte a Muggia d'Istria. Esortato da Ascoli, Jacopo Cavalli si era recato a due riprese (nel 1889 e nel 1890) a Muggia per raccogliere dalla bocca degli ultimi anziani che serbavano memoria dell'antica parlata ladina. Dalla loro bocca riuscì a raccogliere storie personali, proverbi, tradizioni e leggende popolari, mettendo inoltre assieme un piccolo vocabolario dei termini utilizzati nella vita di tutti i giorni.
In una lettera inviata nel maggio del 1898 a Jacopo Cavalli, Matteo Bartoli riferisce di aver incontrato Niccolò Bortoloni (prima della sua morte avvenuta a inizio 1898) e di aver raccolto le "ultime reliquie" del muglisano. Il risultato di questo incontrò sarà pubblicato da Bartoli solo nel 1926 in un breve articolo sull'Archivio Glottologico Italiano. 
Dopo alcuni anni gli studi sull'argomento vengono ripresi da Pier Gabriele Goidanich che nel 1903 pubblica l'articolo Intorno alle reliquie del dialetto tergestino-muglisano, in cui si tenta per la prima volta di tracciare la storia del tergestino e del muglisano (il termine viene introdotto per la prima volta in questo articolo per distinguerlo dal muggesano, di stampo veneto). Goidanich analizza anche i rapporti fra queste due varietà, il friulano e le altre parlate ladine.
Nel 1908 i Rendiconti dell'Istituto Lombardo di Scienza e Letteratura ospitano un breve scritto di Carlo Salvioni: Nuovi documenti per le parlate muglisana e tergestina. Il dialettologo lombardo, spulciando fra le carte di Bernardino Biondelli conservate presso la Biblioteca Ambrosiana di Milano, ha trovato una raccolta di versioni della parabola del figliol prodigo nelle diverse parlate italiane, collezionate fra il 1835 e il 1846. Tra queste compare una versione in muglisano dovuta a Martino Pulgher, che risale con tutta probabilità al 1841-1842.

## Classificazione
Il muglisano era un dialetto di tipo retoromanzo affine a quello parlato a Trieste (detto tergestino), appartenente pertanto allo stesso gruppo linguistico delle lingue ladina, friulana e romancia, residuo di un probabile antico continuum linguistico alpino esteso dalla Svizzera occidentale all'Istria settentrionale e costiera.
Non esiste alcun rapporto di divenienza tra il muglisano e il successivo dialetto veneto coloniale (muggesano attuale) se non in minima parte nel lessico.

## Grammatica

### Fonetica e fonologia
Il vocalismo tonico del muglisano è tipicamente friulano e presenta la caratteristica dittongazione delle -e- ed -o- brevi latine anche in sillaba chiusa: avremo quindi e>ie (biel) e o>ue (guess, friulano ues) ma anche, più raramente, o>uo (puort). Manca l'abbassamento di –e- davanti a –r- (tiera, guerp) presente nel tergestino (tiara, uarp) e nelle varietà centro-orientali del friulano. In questo ambito si segnala anche lo sviluppo generalizzato di -i-, indipendentemente dal tipo di dittongazione (foint  ‘fondo',  graint 'grande', moint saint 'Monte Santo', mains 'manzo'. ecc.).
Per quanto riguarda il trattamento delle consonanti si nota la presenza regolare di una delle principali caratteristiche delle lingue retoromanze, e del friulano in particolare: la palatalizzazione delle velari (c e g) davanti ad a.
È presente con regolarità anche la conservazione dei nessi bl, cl, gl, fl, pl ecc. Da segnalare la conservazione del nesso gl derivato dal latino –CULUM anche in sillaba tonica, dove il friulano semplifica in l (pedoglo=pidocchio, friulano pedoli; oglo=occhio, friulano voli) mentre c'è identità nella caduta delle vocali diverse da -a in posizione finale, in particolare dopo consonanti occlusive o dopo st.
Nell trattamento delle nasali il muglisano ha -m > -n, alla veneta, contrariamente all'esito -n>-m del tergestino.
Caratteristica anche la velarizzazione della labiovelare [w]>[gw] (guess, friulano ues/vues; guerp, friulano uarp/vuarp; ciagual, friulano cjaval).

### Morfologia
Per quanto riguarda la morfologia nominale si può notare che il tratto più caratteristico del friulano, la terminazione in –s del plurale (plurale sigmatico), si conserva solo al maschile, talvolta accompagnata da una metafonesi (furlan-furlains, muglisan-muglisains) mentre al femminile non è più presente (li femini, friulano e tergestino lis feminis). Una situazione invertita rispetto al tergestino che mantiene il plurale sigmatico al femminile ma non al maschile.
Nell'ambito della morfologia verbale segnaliamo la terminazione in –i della prima singolare del presente indicativo, come avviene nelle varianti orientali del friulano, ma non nel tergestino, e gli infiniti terminanti in –r, dove il friulano e il tergestino hanno un troncamento (clamàr, tergestino clamà).

## Testi

### Parabola del figliol prodigo (1841-1842)
Ritrovata nelle cosiddette "Carte Biondelli" e pubblicata per la prima volta da Carlo Salvioni in Nuovi documenti per le parlate muglisana e tergestina - Rendiconti Istituto Lombardo di scienza e letteratura, Serie II, vol. XLI, 1908, p. 576. U.Hoepli Milano. La datazione è di Salvioni. L'autore è M.Pulgher che Vidossich identifica con Martino Pulgher, delegato comunale di Muggia (1846-1848) e in seguito Podestà (1849-1850) e rappresentante comunale (1850-1863). Pulgher era uno dei pochi uomini colti che vantava Muggia al tempo e morì probabilmente nel 1870. Le avvertenze e le interpretazioni riportate dopo il testo sono dell'autore della versione.
11. Un om cha doi fiuoi. 12. Il plui picciul dis: Pare, vegni in za, vuoi la mia part de chiampi e de chiasi, e lui dis te darai quel che te vien 13. Dopo de puoi di a la ingrumà la roba, e a xe zu via, no se sa dola, e là a la magna tutt'el so per no aver giùdizi. 14. Quant'che e la consuma tutt'el so; xe vegnù la chiarestia grand in quel louc, e non aveva gnent de magnar. 15. E dopo la miseria la fat zier a servir da un siour de quel louc; e per so chiastik a la mettù a pascular i curin. 16. E là a bremava de implirse la panza de quella glanda che magneva i curin: e nissun no ghe dava nient. 17. A sa revist del mal che al ha fat, e a la dit tra de lui, pensanti che a chiasa sova i famei ghe magnava in abondanzia, e che lui crepava dalla fam. 18. Allora a sa da curajo e a la dit tra de lui: vuoi turnar da mio Pare a chiasa sova, e quant che sarai là dirai: Pare, hai fallà cui Iddio e anca contra de vous. 19. No mert de gesser nanca clama vuestro fiul: chiuleme almanc, e dieme da magnar come ai famei. 20. A sa chiòlt su e a xe andà de so Pare. E luntan strada so Pare la vist che a ziva da lui; e vedientolo, a sa mot a compassion, e a xe zu contra de lui, e cu a xe sta erient a la chiapà a brazzacuol, e a la scuminsà a bazarlo. 21. Allora stò mamo spluntì del pentiment gha dit: Pare, hai fallà cui Iddio e con vous, no mert de gesser nanca clama vostro fìul. 22. El Pare allora inves dé rimpruverarlo a la manda chior el viestiment plui biel che a gaveìiva, è a ga dit meteghe in dei un aniel, e in pei le schiarpi. 23. E zie (?) in stalla, e chiodé el pliù biel vidiel, e mazzolo che vuoi che magnemo, e stiemo allegramente. 24. Perché de lui credeva che a fous mourt, e inves a xe viu, e gera perdù e lo von chiatà; e ades i ha principià magnar. 25. Ma el frade plui vecchio che gera a foura in chiamp, che a ziva a chiasa, cu a gera azzient, a la sintù sugnar, e chiantar. 26. A la clama un dei suoi om, e a ga dumandà cose xe in chiasa. 27. El om ga respondù, xe vignù vuestro frade, e vuestro Pare ha fat cupar el plui biel vediel che gera in stala, perché el xe turnà san a chiasa. 28. Allora a lui ghe xe saltà la rabia; e a no deva zier nianchia a chiasa. Ma el Pare ghe sa accourt, xe vignù foura lui, e a la pregà. 29. El fiul ga respondù. Dopo taint agn che lavor assai, e mai vai desubedi no su-nei sta mai bon de darme un chiaveret che zis a magnar coi miei amis. 30. Ma ben ades che xe vegnù vuestro fìul, dopo che a la magna tut el so culle femini de-stù-mont ghevi fat mazzar el plui biel vidiel che gavon. 31. E lui ghe respont al fiul; ti son sta sempre azzient de mi, e quel che xe mio xe anca to: 32. Bognèva per legrezza far quel che hai fat, e far fiesta, perché to frade gera muort, e xe torna viu, e gera perdù e lo von chiatà.
Avvertenze ed interpretazioni
- Le sillabe chi cha si pronunciano col suono del ci cia toscano; per esempio ciampi, ciasi, ciarestia, ciastic, cia = aveva
- zu significa andato e deriva dal verbo zier andare che si pronunzia zir = a xe zu via no se sa dola -è andato via non si sa dove.
- curin significa porco
- ziva = andava.
- mamo splunti del pentiment - significa giovane compunto del pentimento.
- viu = vivo.
- frade = fratello.
- a no deva zier niancia a ciasa - significa «ricusava di andare persino a casa».
- taint àgn = tanti anni.
- culle femini de-stu-mont corrisponde a colle meretrici, ghevì fat mazzar el plui biel vediel che gavòn = gli avete fatto ammazzare il più bel vitello che abbiamo.
- azzient = appresso.

### Saggi pubblicati nel giornale "L'Istria" (1846)
Nel corso del 1846 Pietro Kandler pubblicò sul giornale L'Istria una rassegna dei dialetti istriani e per ognuno di essi riportò come esempio la versione di due brevi testi tratti da Esopo. Nel numero del 16 maggio Kandler trattò del dialetto di Muggia. I due testi sono stati ripresi da Jacopo Cavalli in Reliquie ladine raccolte a Muggia d'Istria.
I.
Doi omin zigua per la so strada, un de lour gà vedú una manara, e dis guara, ce che mi gai chiattà. Quell'altro ghe dis, no ti doves favellar gai chiattà, ma gavom chiattà. Pouch tiemp dopo arriva quel, che gavegua perdú la manara, e avendola veduda in man de lui el ga principii a dierghe ladro. Nous sunon muort el dis subit: ma el so cumpagn ghe rispuont: No ti doveres dier sunon muort, ma son muort, perché allora za puoc, che ti gavegui chiattada la manara, ti disegui la gai chiattada, e no l'avom chiattada.
II.
Giera invier, e glas fuort. La furmia, che gavegua ingrumè nell'istà, una buogna provision, ella giera cuntienta nella sua chiasa. La zialla giera zuda sottatiera; e la crepagua de fam, e de fret. La ga priegià innallora la furmia; che la ghe dares un puoc de magnar; tant, che no la crepa de fam. La furmia ghe dis, e dola ti se zuda nel cour dell'istà? perché no ti ga fat in kuel tiemp provision? In istà, dis la zialla mi chiantegua; e fegua goder quei che passegua. E la furmia va disienti: se d' istà, ti chiantegui, ades, che se invier, e ti bala.

### Novella I.9 del Boccaccio (1875)
All'interno della raccolta di versioni dialettali della nona novella del prima giornata del Decamerone, pubblicata da Giovanni Papanti nel 1875 e intitolata I parlari italiani in Certaldo alla festa del V centenario di Messer Giovanni Boccacci, compare anche una versione in muglisano. La traduzione è di Giacomo Zaccaria, podestà di Muggia.
Dich doncia, che al tiemp del prin Re de Sipro, dop el acquist che à fat della Tierra Santa el Gotifred de Buglion, xe vegnu che una lustrissima femena de Guascogna xe zuda in tarrotorj al Sant Sepulcro, de dola turnada a Sipro, la xe stada da omin selerat svilanamentre ultragiada: de se ela senza nigun confuort affisendose, ga pensà de zier a lamentarse viers el Suvran; ma i ga dit che la pierdì la fadìa, persè el stegua poco ben, e che no quei de nussaltri, ma gnanca i so proprj tuort al sa pajar: in tant che se qualchedun ga qualche crusi, se sfugheva col farghe despet. Intiendù questa roba la femena, desperada de vendiarse, per cunsulasse la pensà der mursiar ancia ela la miseria del Suvran; e la ze zuda pluranti viers de lu, e la ghe diss: "Lustrissimo, no son vignuda viers de vu persè me vendie dell'ultraj che me xe sta fat, ma in pajamient di quest ultraj ve priegh se me insegnei cumodo che vu suporte quele baronade che hai intiendu che i v'à fat, persè imparandi possa suportar ancia le mie; e, se pudares, Dio sà se ve dares ancia i mi affan, vu che suporté i ultraj cun pocia fadìa." El Suvran che fin in quel mumiente gera un smorza fadìa, cume se el se fusse desmissidà, prinsipianti dell'ultraj che ghe xe sta fat a sta femena, el ga dà suddisfazion, e de quel di inaint el ciastigueva cun tutt rigour i ultraj chi ghe feva all'onour della su' corona.

### Gianfranco Ellero - Poesie in muglisano (1988)
Sulla rivista "La Panarie" nel corso del 1988 Gianfranco Ellero ha pubblicato due lavori di poesia «in lingua morta», come dice l’autore stesso, cioè nella parlata friulana di Muggia.

#### El rèi de oro
La prima raccolta, "El rèi de oro" (La rete d’oro), vede il poeta vivere a Muggia nei tempi andati:
Gran mersèi, Signòur,

per la clara lus de la matina,

che fa plui bièl el rèi de oro

sul so ciaf de regina:

ripar no vevi, Signòur,

de quel gran fòuc,

ma jò ti làudi

per ’na péina cusi dolsa de patièr.
(Grazie, Signore, / per la chiara luce del mattino, / che fa più bella la rete d’oro / sulla sua testa di regina: / / riparo non avevo, Signore, / da quel gran fuoco / ma io ti lodo / per una pena cosi dolce da patire.)

#### L'ultima luna
Con la seconda raccolta, "L’ultima luna", Ellero interroga da vicino la vita e la morte:
Se vòul dièr murièr?

Forse che ’l sòu plui no ciapa

la foza del me viz, che l’aria

plui no trima per la to cialda vòus,

che ’l stratienp

no ne farà plui pòura.

Jò soi muòrt quel di,

vidiènti i to làveri

su la barcia che se sluntanava

prima de la mèja sera.
(Che vuol dire morire? / Forse che il sole più non prende / la forma del mio viso, che l’aria / più non trema per la tua calda voce / che il maltempo / non ci farà più paura. / / Io sono morto quel giorno, / vedendo le tue labbra / sulla barca che prendeva il largo / prima della mia sera).